# Ngựa hạng nặng Ý
Ngựa hạng nặng Ý là một giống ngựa thuộc dòng ngựa kéo có nguồn gốc từ nước Ý. Tên gọi đầy đủ của giống ngựa này theo tiếng Ý là Cavallo Agricolo Italiano da Tiro Pesante Rapido nghĩa là "Ngựa trang trại của Ý" và chữ viết tắt TPR thường được sử dụng để chỉ về giống ngựa này. Nói chung, những con ngựa hạng nặng Ý có tổng thể màu lông ngựa với sắc lông một con hồng mã (ngựa lông màu hạt dẻ), giống ngựa này được biết đến với sự kết hợp giữa sức mạnh và tốc độ. Sự phát triển của giống ngựa bắt đầu từ năm 1860 và tiếp tục đến cuối thế kỷ XIX và đầu thế kỷ XX khi các nhà lai tạo sử dụng phương pháp lai giống pha trộn dòng máu của những giống nền bao gồm đàn ngựa giống Ý và những con ngựa nhập khẩu mà tất cả chủ yếu là loại ngựa kéo.
Tính linh hoạt của giống ngựa này đã dẫn đến việc sử dụng nó trong cả nông nghiệp và lĩnh vực quân sự, cũng như là giống nền cho việc lai tạo các con la. Năm 1926, một cuốn sổ phả hệ (Stud bok) được lập ra, và số lượng tiếp tục tăng cho đến đầu Thế Chiến II, cụ thể trong năm 1926, một cuốn sổ giống phả hệ (bổn bang) đã được lập ra và các quy trình lựa chọn đã được phát triển để chọn những con ngựa để sử dụng sức kéo. Vào ăm 2005, người ta ước tính chỉ có dưới 6.500 đầu cá thể ngựa kéo hạng nặng nước Ý, khoảng một nửa trong số đó là ngựa cái. Tổng đàn và các cá thể được đăng ký vào cuối năm 2010 là 6.304 thớt ngựa, với số lượng cá thể ngựa lớn nhất tập trung ở Lazio và Umbria.

## Đặc điểm
Chúng có lưng thẳng và ngắn, hai bên sườn ngắn và tròn, chân ngắn, các khớp rộng và móng guốc hơi nhỏ. Giống ngựa này có ngoại hình gần giống với giống ngựa Breton của Anh, vốn là giống ngựa được dùng rất nhiều trong việc tạo ra các nòi ngựa hạng nặng của Ý. Mặc dù có cơ thể to lớn hơn, nhưng chúng cũng có nét giống với giống ngựa Haflinger, cũng được phát triển ở miền bắc nước Ý. Những con ngựa đáp ứng các tiêu chuẩn về hình dạng của giống do cơ quan đăng ký giống đặt ra được gắn nhãn hiệu chứng nhận giống. Ngựa con được kiểm tra hai lần, vào khoảng từ hai đến bảy tháng và hai năm rưỡi một lần nữa. Ngựa vượt qua lần kiểm tra đánh giá đầu tiên được gắn nhãn hiệu ở phía sau bên trái, những con vượt qua giây được đánh dấu lại ở phía bên trái cái cổ ngựa. 

## Sử dụng
Các chương trình nhân giống đã bị ảnh hưởng đến mức phải tạm hoãn trong chiến tranh thế giới thứ II, và mặc dù sau đó, số ngựa vẫn tiếp tục suy giảm khi cơ giới hóa ngày càng tăng làm giảm nhu cầu về nhưng con ngựa kéo. Trong những năm 1970, mục tiêu chọn lọc nhân giống đã được thay đổi để sản xuất một con ngựa thích hợp cho việc giết thịt, chương trình lai tạo cẩn thận với ngựa Ardennes, ngựa Percheron và ngựa Breton sau chiến tranh đã đưa giống ngựa Ý hạng nặng về trạng thái hiện tại như bây giờ. Không có dấu vết hiện đại nào còn lại của con ngựa kéo hạng nặng của Ý (Cavallo Italiano da Tiro Pesante Lento) là đối tượng của một nghiên cứu sinh trắc học và hình thái học vào năm 1939. Sự nhanh nhẹn, kích thước, sức mạnh và tốc độ của giống ngựa này khiến nó trở nên cực kỳ hữu ích đối với nông dân nước Ý trước khi áp dụng cơ giới hóa. Nó vẫn được sử dụng để canh tác ở một số khu vực mà cơ giới hóa là không thực tế. Ngựa cái vẫn được sử dụng để dành cho việc sinh sản ra những con la, mặc dù hầu hết ngựa ngày nay được nuôi để lấy thịt. Nước Ý là một trong những nước tiêu thụ thịt ngựa hàng đầu thế giới với lượng tiêu thụ tăng 31% trong khoảng thời gian từ 2001 đến 2006, do đó, ngựa con từ mười một đến mười tám tháng tuổi được ưu tiên giết mổ lấy thịt.